# USS Grampus (SS-4)
USS Grampus (SS-4) – amerykański okręt podwodny z początku XX wieku i okresu I wojny światowej, trzecia jednostka typu A. Została zwodowana 31 lipca 1902 roku w stoczni Union Iron Works w San Francisco i przyjęta w skład US Navy 28 maja 1903 roku. W listopadzie 1911 roku nazwę okrętu zmieniono na oznaczenie literowo-numeryczne A-3. Okręt skreślono z listy floty 16 stycznia 1922 roku.

## Projekt i budowa
USS „Grampus”, zaprojektowany przez inż. Johna Hollanda, stanowił rozwinięcie jego poprzedniego projektu Holland VI – pierwszego okrętu podwodnego zakupionego przez US Navy. Oprócz większych wymiarów i wyporności, na śródokręcie przeniesiono zbiorniki balastowe w celu poprawy manewrowości. „Grampus”, podobnie jak wszystkie okręty typu A, był jednostką pół-eksperymentalną (m.in. testowano na nim różne rodzaje kiosków i peryskopy).
Okręt zbudowany został w stoczni Union Iron Works w San Francisco. Stępkę jednostki położono 10 grudnia 1900 roku, a zwodowana została 31 lipca 1902 roku.

## Dane taktyczno–techniczne
„Grampus” był małym okrętem podwodnym o konstrukcji jednokadłubowej. Długość całkowita wykonanej ze stali jednostki wynosiła 19,5 metra, szerokość 3,6 metra i zanurzenie 3,2 metra. Wyporność w położeniu nawodnym wynosiła 107 ton, a w zanurzeniu 123 tony. Okręt napędzany był na powierzchni przez 4-cylindrowy silnik benzynowy Otto o mocy 160 koni mechanicznych (KM). Napęd podwodny zapewniał silnik elektryczny prądu stałego o mocy 70 KM. Jednośrubowy układ napędowy pozwalał osiągnąć prędkość 8 węzłów na powierzchni i 7 węzłów w zanurzeniu. Zasięg wynosił 184 Mm przy prędkości 8 węzłów w położeniu nawodnym oraz 21 Mm przy prędkości 4 węzłów pod wodą. Energia elektryczna magazynowana była w akumulatorach kwasowo-ołowiowych o zmiennym napięciu od 70 do 160 V, które zapewniały 2 godziny podwodnego pływania przy pełnym obciążeniu. Dopuszczalna głębokość zanurzenia wynosiła 25 metrów.
Okręt wyposażony był w dziobową wyrzutnię torped kalibru 450 mm (18"), z łącznym zapasem pięciu torped. Załoga okrętu składała się jednego oficera oraz sześciu podoficerów i marynarzy.

## Przebieg służby
USS „Grampus” (Submarine Torpedo Boat No. 4) został wcielony do służby w US Navy 28 maja 1903 roku. Pierwszym dowódcą jednostki został por. mar. Arthur MacArthur. Przez pierwsze 3,5 roku służby okręt stacjonował w San Francisco, uczestnicząc w próbach i procesie szkolenia. 18 kwietnia 1906 roku załoga „Grampusa” uczestniczyła w likwidacji skutków trzęsienia ziemi w San Francisco. W okresie 28 listopada 1906 – 13 czerwca 1908 roku był wycofany z czynnej służby. W styczniu 1910 roku przydzielono go do 1. Dywizjonu Okrętów Podwodnych we Flocie Pacyfiku. 17 listopada 1911 roku nazwę okrętu zmieniono na oznaczenie literowo-numeryczne A-3, a 28 czerwca 1912 roku jednostka trafiła do rezerwy. 16 lutego 1915 roku A-3 wraz z A-5 na pokładzie węglowca USS „Hector” rozpoczął podróż na Filipiny, osiągając Olongapo 26 marca. 17 kwietnia okręt ponownie wszedł do służby we Flocie Azjatyckiej. W okresie I wojny światowej A-3 patrolował wejście do Zatoki Manilskiej. 17 lipca 1920 roku okręt otrzymał numer identyfikacyjny SS-4.
25 lipca 1921 roku w Cavite SS-4 został wycofany ze służby i przeznaczony na okręt-cel. Z listy floty został skreślony 16 stycznia 1922 roku.